# Suze Zijlstra
Suzanne (Suze) Zijlstra (1986) is een Nederlands historicus gespecialiseerd in Nederlandse maritieme en koloniale geschiedenis van de zeventiende en achttiende eeuw. 

## Carrière
Zijlstra studeerde Geschiedenis aan de Universiteit van Amsterdam en aan University College London. Zij won de J.R. Bruijn-prijs voor haar scriptie en verkreeg een NWO promotiebeurs voor individueel onderzoek. In 2015 promoveerde zij aan de Universiteit van Amsterdam op het proefschrift Anglo-Dutch Suriname: Ethnic interaction and colonial transition in the Caribbean, 1651-1682 (promotor: Prof. Henk van Nierop, co-promotor dr. Michiel van Groesen). Met een Niels Stensen Fellowship verbleef Zijlstra als postdoc onderzoeker aan het Institute for Global History aan Georgetown University (Washington DC). Zij was tussen 2016 en 2020 Universitair Docent Maritieme Geschiedenis aan de Universiteit Leiden. Zijlstra is vanaf 2023 onderzoeksconservator bij Het Scheepvaartmuseum. In 2023 kende NWO haar een Museumbeurs toe. 

## Wetenschappelijk onderzoek
Haar onderzoeksexpertise ligt op het gebied van de machtsverhouding tussen de verschillende bevolkingsgroepen in zeventiende-eeuws Suriname, de relatie tussen Suriname en Nieuw Nederland/New York en maritieme geschiedenis in een trans-Atlantische context. Daarnaast doet zij onderzoek naar genderverhoudingen in de vroegmoderne koloniale samenleving.
Naast de NWO promotiebeurs en de Niels Stensen Fellowship haalde Zijlstra ten behoeve van haar onderzoek ook andere fondsen binnen zoals: een HSP Talentenprogramma Scholarship; de VSBfonds Scholarship; de Prins Bernhard Cultuurfonds Scholarship; de J.C.M. Warnsinck Fellowship en een LUF Seed Grant via de Stichting Elise Mathilde Fonds. Ook heeft Zijlstra verschillende beurzen verkregen op het gebied van Digital Humanities: in 2014 aan de Universiteit van Amsterdam (met Michiel van Groesen) en in 2017 aan de Universiteit Leiden voor de History Mapper. NWO kende haar in 2023 een Museumbeurs toe. 

## Publieksgeschiedenis en media
'De voormoeders', een boek over haar Nederlands-Indische familiegeschiedenis verscheen in 2021 (Ambo|Anthos).
Zijlstra is mede-oprichter en redactielid van het blog Over de Muur dat tot doel heeft ‘een fundamenteel debat te stimuleren over de manier waarop we onderzoeksthema’s kiezen en de universiteit wordt ingericht'. Met Over de Muur won Zijlstra de ASH Valorisatieaward 2017-2018. Ook gebruikt zij haar Twitter account om geschiedenis naar het grote publiek te brengen, bijvoorbeeld door een Twittergeschiedenis van Nederland te schrijven.
Zij geeft publiekslezingen en publiceert over haar onderzoek, de geschiedbeoefening, en de universiteit in Nederlandse media zoals Mare – Leids Universitair Weekblad, NRC Handelsblad, Trouw, de Volkskrant, en Science Guide. Zij spreekt regelmatig als deskundige in diverse media, waaronder NOS Met het oog op morgen, NOS nieuws, NPO Radio 1, OVT en BBC radio 4. Ook had zij in 2018 een eigen rubriek getiteld ‘Overzee’ in Geschiedenis Magazine.

## Recente publicaties (selectie)
- Zijlstra S. (2021), De Voormoeders (Ambo Anthos).
- Zijlstra S. (2018), Diverse Origins and Shared Circumstances. European Settler Identity Formation in the Seventeenth-Century Plantation Colony of Suriname. In: Blok G., Kuitenbrouwer V., Weeda C. (red.) Imagining Communities: Historical Reflections on the Process of Community Formation. Amsterdam: Amsterdam University Press. 41-58.
- Zijlstra S. & Weterings T. (2018), Colonial Life in Times of War: The Impact of European Wars in Seventeenth Century Suriname. In: Roper L.H. (red.) The Torrid Zone: Caribbean Colonization and Cultural Interaction in the Long Seventeenth Century. Columbia: University of South Carolina Press. 76-91.
- Zijlstra S. (2018), Holland en Nieuw-Nederland. Handel, kolonisatie en oorlog met beperkte middelen, Holland. Historisch tijdschrift 50(2): 109-116.
- Zijlstra S. (2018), 1667. Suriname wordt Nederlands. Of toch niet?. In: Hart M. 't, Davids K., Fatah-Black K., Heerma van Voss L., Lucassen L., Touwen J. (red.) Wereldgeschiedenis van Nederland. Amsterdam: Ambo|Anthos. 287-291.
- Chakravarti A. & Zijlstra S. (2017), History is Everything: an Interview with Alison Games, Itinerario: International Journal on the History of European Expansion and Global Interaction 41(3): 1-19.